# Wilhelm-Knapp-Schule
Die Wilhelm-Knapp-Schule ist eine Schule in Weilburg. Namensgeber ist Wilhelm Knapp, der 1921 als Schulleiter eingestellt wurde. Ursprünglich als Abendschule eröffnet, entwickelte sich die Wilhelm-Knapp-Schule weiter und besteht in ihrer heutigen Form seit den 1950er Jahren. Die Schülerzahl hat sich seit den 1990er Jahren fast verdoppelt. Die Einführung der Fachschule für Wirtschaft hat einen Wandel der ehemals rein beruflichen Schule bewirkt, was sich besonders in den Schülerzahlen widerspiegelt. Im Oktober 2006 besuchten etwa 700 Vollzeitschüler und rund 600 Teilzeitschüler die Bildungseinrichtung, unterrichtet werden diese von 72 Lehrern.

## Geschichte
Am 26. April 1846 kündigte der Gewerbeverein für das Herzogtum Nassau für gewerbliche Zwecke die Gründung einer Sonntags- und Abendschule sowie die Errichtung eines Lesekabinetts an. Zunächst erteilten Elementarlehrer den Unterricht, Vorträge und Versammlungen rundeten diesen ab.
1866 wurde die Unterrichtspalette erweitert und es gab nun folgende neue Fächer: Zeichnen, Rechnen und Buchführung, Geometrie, Deutsch und Schönschreiben sowie hauswirtschaftlichen Unterricht für Mädchen. 1917 wurden die ersten hauptamtlichen Lehrkräfte eingestellt, doch der Unterricht konnte nicht mehr in den bis dato genutzten Räumlichkeiten der Volksschule abgehalten werden und wurde in Notunterkünfte verlegt.
1921 wurde Wilhelm Knapp, nach seinem Studium zum Gewerbelehrer am Berufspädagogischen Institut Berlin, als Schulleiter eingestellt; er gab der Schule später ihren heutigen Namen. 1922 ging die Schulträgerschaft auf den Oberlahnkreis über, welcher in einer Satzung die Berufsschulpflicht verankerte.
In den Jahren 1933–1945 wurde die Unterrichtspalette durch das Fach Staatsbürgerliche Erziehung erweitert. Die meisten männlichen Lehrer wurden in den Kriegsdienst eingezogen, so dass der Unterricht zu dieser Zeit von den weiblichen Lehrkräften erteilt wurde.
Von 1944 bis 1945 wurden die Schulräume hauptsächlich vom nationalsozialistischen Regime genutzt, später dann als Volksküche. Offiziell begann der Schulunterricht wieder 1947 mit einem überdimensionalen Anstieg der Neuanmeldungen durch die hohe Anzahl der Kriegsheimkehrer. Der großen Nachfrage wegen wurde eine zweijährige Handelsschule eröffnet und Wilhelm Knapp nahm Planungen für einen Neubau der Schule wieder auf. 1951 wurde Ferdinand Breithecker neuer Rektor.

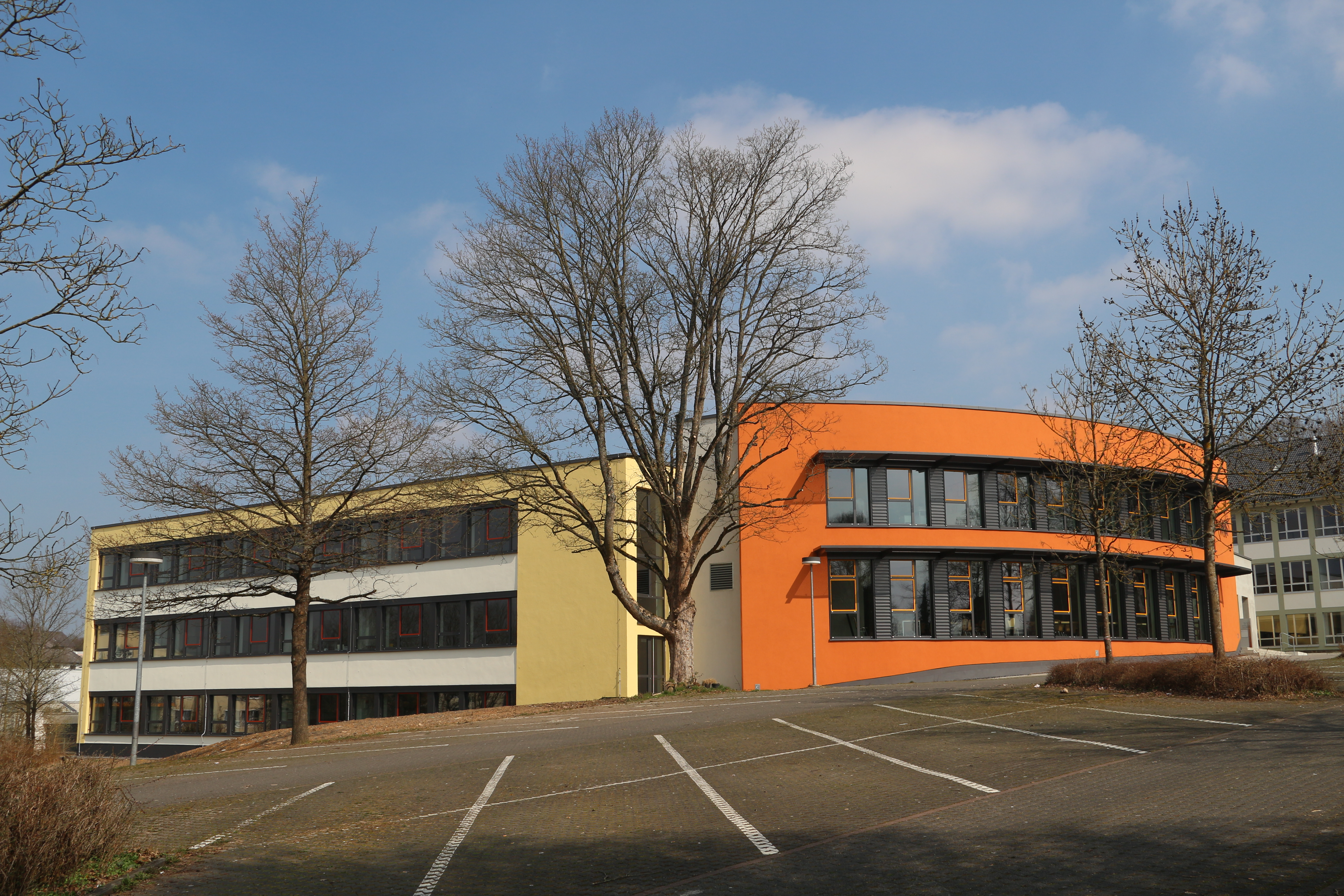
Gesamtansicht

1952 tätigte man den ersten Spatenstich auf dem heutigen Schulgelände in der Frankfurter Straße in Weilburg für den ersten Bauabschnitt, aus dem sich die Räumlichkeiten für die Wirtschaftsschule ergeben haben. Fünf Jahre später folgte der zweite Bauabschnitt, der dann auch die benötigten Räume für die gewerblichen Schulen abdeckte. Willibald Nowak löste im Jahre 1967 seinen Vorgänger als Schulleiter ab; seit dieser Zeit trägt die Schule offiziell den Namen Wilhelm-Knapp-Schule. 1970 kamen moderne Werkstätten hinzu und vier Jahre später ein weiterer Bau, in dem unter anderem naturwissenschaftliche Räumlichkeiten ihren Platz fanden. Diese Baumaßnahmen betreute der Nachfolger Nowaks und damalige Rektor der Schule, Lothar Nahm, welcher 1975 den letzten Neubau einweihte.
Seit 1990 ist Oberstudiendirektor Ottmar Seibold Schulleiter.

## Schulformen

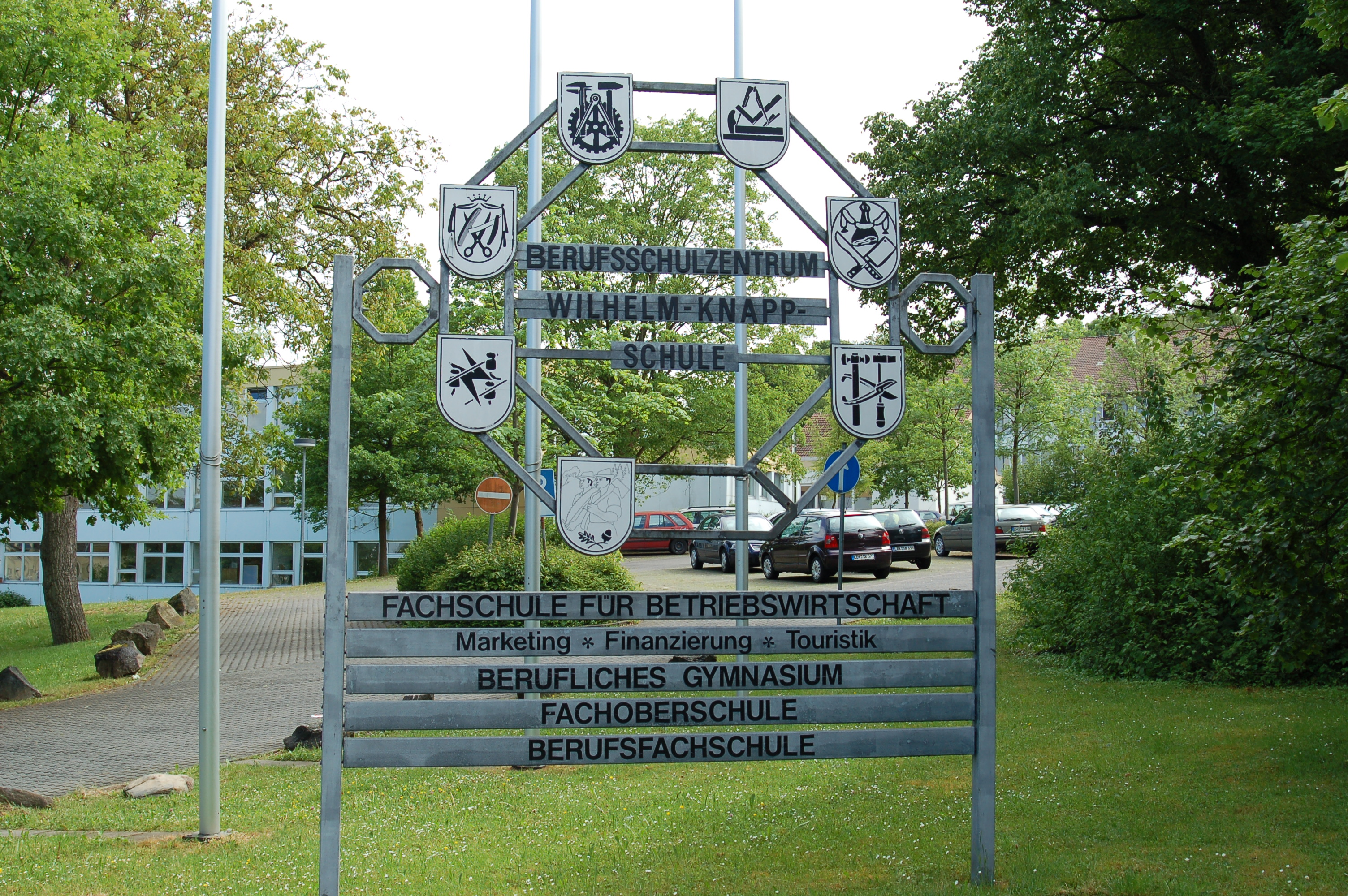
Einfahrt der Wilhelm-Knapp-Schule

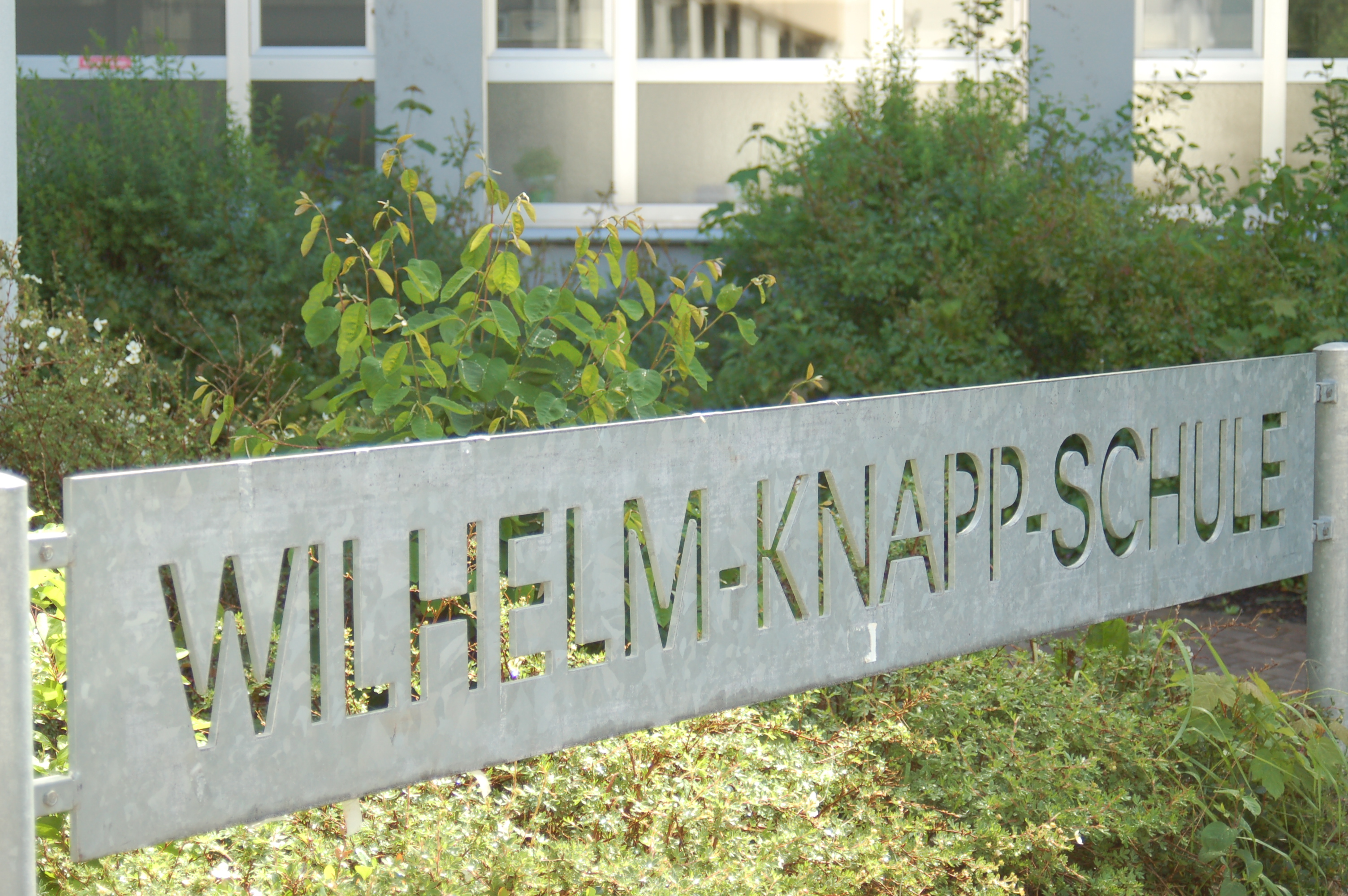
Eingang der Wilhelm-Knapp-Schule

Nachfolgend werden die Schulformen aufgelistet und erläutert, die die Wilhelm-Knapp-Schule in dieser Form anbietet:

### Fachschule für Wirtschaft
An der Wilhelm-Knapp-Schule wird die Fachschule für Wirtschaft in Voll-, als auch in Teilzeitform (ausgenommen Franchising) angeboten. Teilnehmer in Vollzeit besuchen zwei Jahre lang täglich die Fachschule. Optional kann auch die Teilzeitform gewählt werden, in der jeweils an zwei Wochentagen abends sowie samstags unterrichtet wird. Grundsätzlich absolviert jeder, der die Fachschule für Wirtschaft besucht, das zweijährige Grundstudium unabhängig vom Schwerpunktfach, also gemeinsam in einer Klasse. Erst danach entscheidet man sich für den Schwerpunkt in folgenden Gebieten:

#### Schwerpunkt Controlling
Seit 2012 bietet die Fachschule Wirtschaft den Schwerpunkt Controlling an.

#### Schwerpunkt Finanzmanagement
Unterteilt in drei Stufen, vermittelt der Schwerpunkt Finanzmanagement theoretisches Wissen in den folgenden Themengebieten. Die erste Stufe setzt sich zusammen aus Finanz- und Investitionsplanung, Investitionscontrolling, Investitionsrechnung, Rendite von Finanz- und Realinvestitionen, Kapitalwertmethode, Annuitätenmethode, Break-even-Analyse, Unternehmensbewertung und Risiko Management. Stufe zwei beinhaltet Außenfinanzierung, welche untergliedert wird in Beteiligungsfinanzierung, Kreditfinanzierung, Auswahl von Finanzierungsalternativen, Entscheidungsfindung bei Insolvenz und Liquidationen sowie Zahlungs- und Finanzierungsvorgänge im Inland- und Auslandsgeschäft. Die dritte Stufe ist unterteilt in Planung des Kapitalbedarfs, Investitionsentscheidungen in der Kapitalbedarfsermittlung, Finanzierungspläne und Innenfinanzierung sowie Sonderformen der Eigen- und Selbstfinanzierung.

#### Schwerpunkt Marketing
In der Fachschule für Wirtschaft mit dem Schwerpunkt Marketing werden Lehrinhalte aus den Gebieten Marktforschung, Produkt- und Preispolitik, Distributionspolitik, Kommunikationspolitik sowie Event-Management vermittelt. Zusätzliche Projektphasen vermitteln den Studierenden praktisches Wissen.
Im Abschnitt Marktforschung wird auf die Marktforschung als Entscheidungsaufgabe, Erhebungsverfahren, Methoden der Informationsgewinnung, Auswertung und Analyse der Daten sowie Prognoseverfahren eingegangen.
Der Lehrabschnitt Produkt- und Preispolitik behandelt Produktmarketing als Entscheidungsaufgabe, Marketing neuer Produkte, Marketing von eingeführten Produkten, Preis- und Rabattpolitik sowie Liefer- und Zahlungsbedingungen.
Die Distributionspolitik beschäftigt sich mit den Themen Direktvertrieb, die Wahl des Absatzweges, Verkaufs- und Vertriebsorganisation, logistische Systeme sowie Standortentscheidungen.
Im Abschnitt Kommunikationspolitik werden die Grundelemente der Kommunikationspolitik, der Kommunikationskreislauf, Zielgruppen, Werbeetats, persönlicher Verkauf, Sales-Promotions, Public Relations, Direkt- und Telefonmarketing sowie Kommunikationspolitik und elektronische Medien behandelt.
Im Lehrgang Event-Management beschäftigen sich die Studierenden mit den Grundlagen der Konzeption und der Kommunikationspraxis, Erlebnis-Marketing, der Kalkulation von Events, dem Veranstaltungsrecht sowie Medien- und Öffentlichkeitsarbeit.

#### Schwerpunkt Personalmanagement
Die Fachschule für Wirtschaft, Fachrichtung Personalmanagement behandelt schwerpunktmäßig die Themen Betriebliches Personal und Sozialwesen, Einordnung der Personalwirtschaft in die Betriebsorganisation, Personaleinsatzplanung, Personalplanung und Controlling, Personalbeurteilung, Entwicklung, Führung sowie Sozial- und Arbeitsrecht. Durch diverse praktische Abschnitte wie ein Betriebspraktikum, Seminare in Existenzgründung, Rhetorik und BWL sowie Lehrgänge in Berufs- und Arbeitspädagogik erweitert. Ausstellungen und Messeteilnahmen ergänzen den praktischen Teil ebenso wie ein betriebswirtschaftliches Forum, bei dem Persönlichkeiten aus der Wirtschaft Fachvorträge halten.

#### Schwerpunkt Franchising
Mit der bundesweit ersten und bis dato einzigen Franchise-Manager-Ausbildung vermittelt der Fachbereich in einem zweijährigen Vollzeitstudium franchisespezifisches Wissen sowie das Verständnis der Zusammenhänge in einem Franchise-Unternehmen. Unterstützung erhält die Wilhelm-Knapp-Schule durch den Deutschen Franchise-Verband e. V. (DFV) sowie Franchise-Unternehmen und Experten. Voraussetzungen zur Teilnahme an der Ausbildung ist mindestens ein mittlerer Bildungsabschluss sowie eine mehrjährige Berufserfahrung in einem kaufmännischen Beruf. Für Studierende oder Studienabbrecher mit entsprechender beruflicher Erfahrung stellt der Schwerpunkt ebenfalls einen Einstieg in die Franchise-Branche dar. Zur Fachschule für Franchising an der Wilhelm-Knapp-Schule Weilburg sind unter anderem Artikel in der Beilage zur Financial Times Deutschland vom 14. November 2006 sowie in der FAZ vom 13. Juni 2006 erschienen.

### Berufliches Gymnasium
Das Berufliche Gymnasium ist die gymnasiale Oberstufe des beruflichen Schulwesens. Die Aufnahme in das berufliche Gymnasium setzt einen qualifizierten mittleren Bildungsabschluss voraus. Es umfasst die Jahrgangsstufen 11, 12 und 13. Neben einer allgemeinen Bildung (Deutsch, Englisch, Gemeinschaftskunde, Geschichte, Ethik oder Religion, Mathematik und Naturwissenschaften sowie Sport) werden berufliche Bildungsinhalte an der Wilhelm-Knapp-Schule (WKS) in der Fachrichtung Wirtschaft vermittelt. Hierzu gehören Wirtschaftslehre, Rechnungswesen und Datenverarbeitung. Die Schüler erhalten, mit Abschluss der 13. Jahrgangsstufe, das Abitur (Allgemeine Hochschulreife). Mit dem Verlassen der Jahrgangsstufe 12 wird der schulische Teil der Fachhochschulreife ohne eine zusätzliche Prüfung bescheinigt.

### Fachoberschule
Die WKS bietet die Fachoberschule im Schwerpunkt Wirtschaft/Verwaltung an.
Dem technischen Fortschritt gemäß haben Schüler der Fachoberschule seit dem Schuljahr 2006/07 Zugang zu Laptop-Klassen.

### Höhere Handelsschule
Wer bereits einen Realschulabschluss erworben hat, kann sich innerhalb von zwei Jahren eine kaufmännische Grundbildung durch den Besuch der Höheren Handelsschule aneignen. Diverse Ausbildungsberufe wie Bürokaufmann, Industriekaufmann oder Kaufmann im Groß- und Außenhandel rechnen den Abschluss der Höheren Handelsschule als erstes Ausbildungsjahr an.

### Berufsfachschule
Die zweijährige Berufsfachschule schließt an den Hauptschulabschluss an und vermittelt den Schülerinnen und Schülern eine breit angelegte berufsfeldbezogene Grundbildung. Sie verbindet allgemeines und berufliches Lernen und wird in die Berufsfelder Elektrotechnik, Medizinisch-technische und krankenpflegerische Berufe sowie Wirtschaft & Verwaltung unterteilt. Im ersten Ausbildungsjahr wird eine fachpraktische Ausbildung angestrebt. Ein erfolgreicher Abschluss kann zu einer, je nach Ausbildungsbetrieb, Ausbildungszeitverkürzung von einem Jahr führen. Das zweite Ausbildungsjahr zielt auf den allgemeinen Lernbereich. Der Schüler erhält nach erfolgreichem Abschluss des zweiten Ausbildungsjahres einen Mittleren Bildungsabschluss sowie eine gesetzlich zugesichertes Recht auf Lehrzeitverkürzung von einem Jahr.

### Berufsgrundbildungsjahr
Im Berufsgrundbildungsjahr (BGJ) soll eine berufliche Grundbildung anhand von fachtheoretischem, -praktischem und allgemeinbildendem Unterricht vermittelt werden. Die WKS bietet das Grundbildungsjahr in den Berufsfeldern Metalltechnik, Holztechnik, Wirtschaft und Verwaltung sowie Ernährung und Hauswirtschaft für Jugendliche an, die ihre Regelschulzeit abgeschlossen und sich bereits für einen bestimmten Beruf entschieden haben. Nach erfolgreichem Abschluss wird der Hauptschulabschluss anerkannt und die absolvierte Zeit in der nachfolgenden Ausbildung angerechnet.

### Berufsvorbereitungsjahr
Jugendliche, die ihre gesetzliche Vollzeitschulpflicht erfüllt haben, können ein Jahr lang das Berufsvorbereitungsjahr (BVJ) besuchen, um sich beruflich zu orientieren. Hier können sie ihre Fähigkeiten erkennen und im Anschluss entweder eine berufliche Ausbildung beginnen, direkt in einen Beruf einsteigen oder das Berufsgrundbildungsjahr im jeweiligen Berufsfeld absolvieren. Angeboten wird an der WKS Metall-, Elektro- oder Holztechnik sowie Ernährung und Hauswirtschaft. Nach erfolgreichem Besuch des BVJ wird ein dem Hauptschulabschluss gleichwertiger Abschluss im Zeugnis anerkannt.

### Eingliederung in die Berufs- und Arbeitswelt
Die Eingliederung in die Berufs- und Arbeitswelt (EiBE) ermöglicht Jugendlichen, welche ihre Vollzeitschulpflicht bereits erfüllt haben, sich erfolgreich auf eine Berufsausbildung oder ein Arbeitsverhältnis vorzubereiten. Durch Förderung deutscher Sprachkenntnisse oder Mathematik, sollen die Schüler gezielt ihre Schwächen in diesen Fächern aufarbeiten können. Ebenso dient eine Veranschaulichung von Berufsfeldern mit den Schwerpunkten Metalltechnik, Elektrotechnik, Holztechnik oder Ernährung/Hauswirtschaft Vertiefung der Kenntnisse in diesen Sachgebieten. Dies geschieht in einem Zeitraum von ein bis zwei Jahren, abhängig vom Leistungs- bzw. Berufsstand und wird am Ende mit einer Prüfung abgeschlossen. Nach einem erfolgreichen Bestehen erhält der Schüler einen qualifizierten Hauptschulabschluss. Als Aufnahmevoraussetzungen und Dauer können nach neunjähriger Vollzeitschulpflicht Jugendliche im Alter von 15 bis 18 Jahren aufgenommen werden.

## Projekte der Fachschule

### Vom Betriebswirt zum Bachelor
Durch einen im Mai 2009 geschlossenen Kooperationsvertrag mit der Verwaltungs- und Wirtschaftsakademie Frankfurt ist es den Staatlich geprüften Betriebswirten der Fachschule für Betriebswirtschaft nach abgeschlossener Prüfung möglich, in Teilzeitform den Abschluss Betriebswirt (VWA) sowie den staatlich anerkannten akademischen Grad Bachelor of Arts oder Bachelor of Business Administration (in Kooperation mit einem ausländischen Hochschulpartner) zu erlangen.

### Entrepreneurship
Unter Leitung der Lehrer Thomas Magyar und Martin Petzsche wurde in Kooperation mit der Universität Wien ein Programm zur Ausbildung im Bereich Unternehmensführung gestartet, in dessen Rahmen spezielle und allgemeine Module den Start in die Selbständigkeit erleichtern.

### erp4school
Im Rahmen eines deutschlandweiten Modellprojekts mit 22 Schulen wird der Fachschulunterricht prozessorientiert anhand des ERP-Systems (Enterprise Resource Planning) SAP umgestaltet. Verantwortlich für dieses Projekt sind Stefan Schlapp, Monika Otten und Michael Sauer.

## Räumlichkeiten
Die Räumlichkeiten der Wilhelm-Knapp-Schule erstrecken sich in vier Bauabschnitten – unterteilt in Klassenräume, Räume für verwaltungstechnische Berufe (z. B. Trainings- und Computerräume), naturwissenschaftliche Räume, Werkstättentrakt, Küchenbereich, Mehrfeldsporthalle, Versammlungssaal sowie eine große Pausenhalle inklusive Pausenbistro.

## Besonderheiten
Die Fachschule für Wirtschaft an der Wilhelm-Knapp-Schule ist die einzige in Deutschland, die den Schwerpunkt Franchising anbietet.